# Шмарата
Шмарата (словен. Šmarata) — поселення в общині Лошка Долина, Регіон Нотрансько-крашка, Словенія. Висота над рівнем моря: 578,3 м.